# 鴇田正憲
鴇田 正憲（ときた まさのり、1925年6月24日 - 2004年3月5日）は、兵庫県神戸市出身のサッカー選手、経営者。1940年代から1950年代の日本を代表する右ウイング。

## 略歴
神戸市立西灘小学校、兵庫県立第一神戸中学校（現：兵庫県立神戸高校）を経て、1944年に関西学院大学経済学部に入学。在学中はサッカー部に所属し、関西学生サッカーリーグなどで優勝した。
1950年3月に大学を卒業後、1950年4月に田辺製薬（現：田辺三菱製薬）に入社。サッカー部では、賀川太郎とのコンビで活躍し、全日本実業団サッカー選手権大会で6連覇を含む7回の優勝に貢献。また、杉本茂雄らと共に「関学クラブ/全関学」（現役、OBで構成される混成チーム）の一員として全日本選手権大会 （現：天皇杯全日本サッカー選手権大会）で4回の優勝の優勝に貢献した。
また、1951年2月11日の全関西戦で日本代表として初出場。1956年メルボルンオリンピックでは主将を務めた。
引退後は社業に専念。1977年5月に札幌支店長に就任し、1983年7月より取締役兼大阪支店長を務めた。1986年より関連会社の良互薬品社長を務め、1993年に退職した。
2004年3月5日、食道癌で死去し神戸市中央区で葬儀が行われた。
没後の2006年に日本サッカー殿堂に選出された。

## 人物
俊足で、巧みなドリブルと正確なセンタリングで活躍した。関西学院大学時代にドリブルしながら200メートルのトラックを進む鴇田に誰も追いつけなかったという逸話が残っている。

## 所属クラブ
- 1938年 - 1943年 兵庫県立第一神戸中学校（現：兵庫県立神戸高等学校）
- 1944年 - 1949年 関西学院大学
- 1950年 - 1959年 田辺製薬

## 獲得タイトル
- 神戸一中
  - 明治神宮大会: 1941年、1942年
  - 橿原神宮大会: 1942年
- 関西学院大学
  - 関西学生リーグ: 1947年、1948年
  - 東西学生1位対抗戦: 1948年
- 田辺製薬
  - 全日本実業団選手権大会: 1950年、1951年、1952年、1953年、1954年、1955年、1957年
- 全関学/関学クラブ
  - 全日本選手権/天皇杯: 1950年、1953年、1955年、1959年

## 経歴
- 日本代表初出場（国際Aマッチ）：1951年3月7日 対イラン代表戦（ニューデリー）
- 日本代表初得点（国際Aマッチ）：1951年3月8日 対イラン代表戦（ニューデリー）
- 日本代表初出場：1951年2月11日 対全関西（日本）戦（大阪スタヂアム）
- 日本代表初得点：1951年2月18日 対全関学（日本）戦（西宮球場）

## 代表歴

### 出場大会
- 1951年アジア競技大会におけるサッカー競技
- 1954年アジア競技大会におけるサッカー競技
- 1954 FIFAワールドカップ・予選
- メルボルンオリンピック（1956年）

### 試合数
- 国際Aマッチ 12試合 2得点(1951-1959)

| 日本代表 | 国際Aマッチ | 国際Aマッチ | その他 | その他 | 期間通算 | 期間通算 |
| 年       | 出場        | 得点        | 出場   | 得点   | 出場     | 得点     |
| -------- | ----------- | ----------- | ------ | ------ | -------- | -------- |
| 1951     | 3           | 1           | 6      | 2      | 9        | 3        |
| 1952     | 0           | 0           | 1      | 1      | 1        | 1        |
| 1953     | 0           | 0           | 2      | 1      | 2        | 1        |
| 1954     | 3           | 1           | 0      | 0      | 3        | 1        |
| 1955     | 1           | 0           | 0      | 0      | 1        | 0        |
| 1956     | 2           | 0           | 2      | 1      | 4        | 1        |
| 1957     | 0           | 0           | 0      | 0      | 0        | 0        |
| 1958     | 0           | 0           | 0      | 0      | 0        | 0        |
| 1959     | 3           | 0           | 3      | 1      | 6        | 1        |
| 通算     | 12          | 2           | 14     | 6      | 26       | 8        |

### 出場
| No. | 開催日         | 開催都市         | スタジアム         | 対戦相手       | 結果       | 監督     | 大会               |
| --- | -------------- | ---------------- | ------------------ | -------------- | ---------- | -------- | ------------------ |
| 1.  | 1951年03月07日 | ニューデリー     |                    | イラン         | △0-0(延長) | 二宮洋一 | アジア大会         |
| 2.  | 1951年03月08日 | ニューデリー     |                    | イラン         | ●2-3       | 二宮洋一 | アジア大会         |
| 3.  | 1951年03月09日 | ニューデリー     |                    | アフガニスタン | ○2-0       | 二宮洋一 | アジア大会         |
| 4.  | 1954年03月14日 | 東京都           | 明治神宮外苑競技場 | 韓国           | △2-2       | 竹腰重丸 | ワールドカップ予選 |
| 5.  | 1954年05月01日 | マニラ           |                    | インドネシア   | ●3-5       | 竹腰重丸 | アジア大会         |
| 6.  | 1954年05月03日 | マニラ           |                    | インド         | ●2-3       | 竹腰重丸 | アジア大会         |
| 7.  | 1955年10月09日 | 東京都           | 後楽園競輪場       | ビルマ         | △0-0       | 竹腰重丸 | 国際親善試合       |
| 8.  | 1956年06月03日 | 東京都           | 後楽園競輪場       | 韓国           | ○2-0       | 竹腰重丸 | オリンピック予選   |
| 9.  | 1956年11月27日 | メルボルン       |                    | オーストラリア | ●0-2       | 竹腰重丸 | オリンピック       |
| 10. | 1959年08月31日 | クアラルンプール |                    | 香港           | △1-1(延長) | 竹腰重丸 | ムルデカ大会       |
| 11. | 1959年09月02日 | クアラルンプール |                    | 香港           | ●2-4       | 竹腰重丸 | ムルデカ大会       |
| 12. | 1959年09月05日 | クアラルンプール |                    | 韓国           | △0-0       | 竹腰重丸 | ムルデカ大会       |

### 得点数
| # | 年月日       | 開催地               | 対戦国       | 勝敗 | 試合概要             |
| - | ------------ | -------------------- | ------------ | ---- | -------------------- |
| 1 | 1951年3月8日 | インド、ニューデリー | イラン       | 2-3  | 1951年アジア競技大会 |
| 2 | 1954年5月1日 | フィリピン、マニラ   | インドネシア | 3-5  | 1954年アジア競技大会 |